# Pterochromis congicus
Espèce
Statut de conservation UICN

 LC  : Préoccupation mineure
Pterochromis congicus est une espèce de poissons Perciformes  qui appartient à la famille des Cichlidae.